# Øster Hornum Kirke
Øster Hornum Kirke i Aalborg Stift ligger højt placeret i landskabet over den gamle landsby Øster Hornum, der engang var herredsby, hvorfor kirken er af anseelig størrelse.
Den er opført i 1100-tallet, ifølge overleveringer i 1172, og dens længde er afsat til nøjagtigt 100 fod, men således at sydvæggen er en fod længere end nordvæggen, hvorved østgavlen har fået en (tilsigtet) skævhed i forhold til midteraksen.
Kirken er oprindelig opført uden tårn, og kirkerummet forsynet med almindeligt, noget lavere bjælkeloft. Rummets vægge har kun haft fire små vinduer, hvorfor lyset fra det større vindue i apsis mod øst ned over alteret har domineret. Som siddeplads har der kun været en muret bænk langs væggene. Foruden den nuværende norddør har der også været en dør i sydmuren, beregnet for henholdsvis kvinder og mænd.
Kirkens døbefont er lige så gammel som kirken. Det er en stor anselig font, der udvendig er prydet af fire løvefigurer, hvoraf de to har katteansigt og to nærmest har bidsk abeansigt. Mellem løveparrene er indsat et udhugget menneskeansigt.
I begyndelsen af 1200-tallet har kirken fået sin første tilbygning i form af en såkaldt "forhal" mod vest, hvor nu tårnet står. Det er beregnet, at forhallen kan have haft to bueåbninger ind til skibet. Fra 1200 tallet findes to egetræsfigurer: Den ene forestillende Jomfru Maria med jesusbarnet og den anden (ifølge nutidig formodning) helgenen Sankt Kjeld fra Viborg.
I 1400-tallet skete en større ombygning, hvor forhallen blev nedrevet, og kirkerummet forsynedes med hvælvinger. Materialet fra forhallen blev anvendt til opførelsen af tårnet, hvilket tydeligt ses af indmurede profilsten i tårnrummets indervægge. Opmåling af disse sten ligger til grund for beregningerne af den tidligere forhals udformning. Der er dog også andet genbrugsmateriale i tårnet, muligvis fra den oprindelige Sørup Kirke.
Altertavlen er antagelig fra sidste halvdel af 1500-tallet, medens prædikestolen, der er fremstillet i Aalborg, er dateret 1604. På samme tid påbegyndtes der opstilling af bænke af ubehandlede fyrreplanker, og døbefonten blev flyttet frem i koret. Fyrretræsbænkene blev kasseret i 1881, og i 1938 flyttedes døbefonten til sin nuværende plads, idet prædikestolen samtidig blev flyttet over på den anden side af korbuen.
Kirkegården ligger i forbindelse med kirken, omgærdet af et gammelt stendige, og der opførtes i 1997 et graverhus med kapel nord for kirkegården.
Kirkens ejere
Efter reformationen i 1536 overgik kirken til kongens eje, og han afhændede den i 1649 til ejeren af Torstedlund, hvorefter den blandt mange andre har tilhørt herregården St. Restrup, overkrigsassessor Gyldendal, København og agent Wibroe, Nibe, indtil den i 1910 overgik til selveje.